# Turisme a Andorra

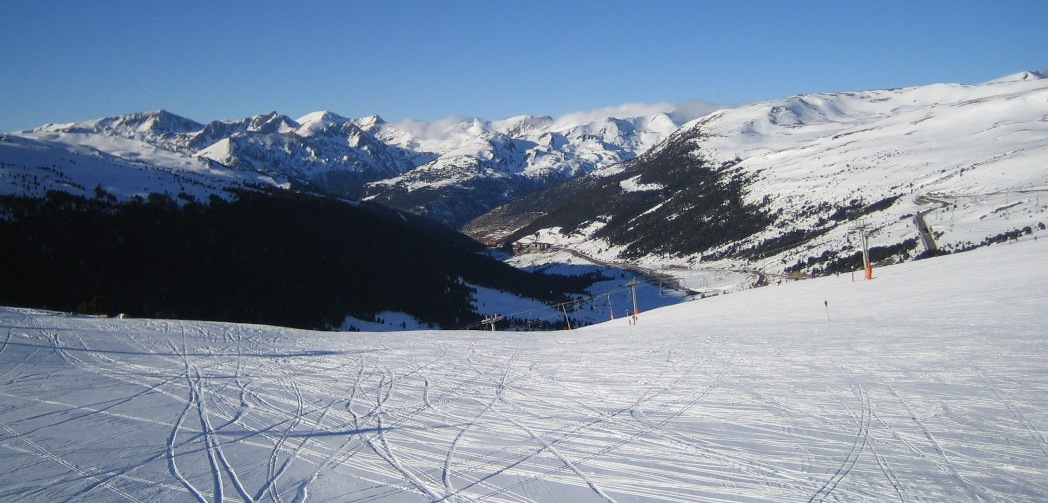
Pistes d'esquí a Grau Roig, Andorra

El turisme a Andorra és un sector econòmic de gran importància dins el Principat d'Andorra.

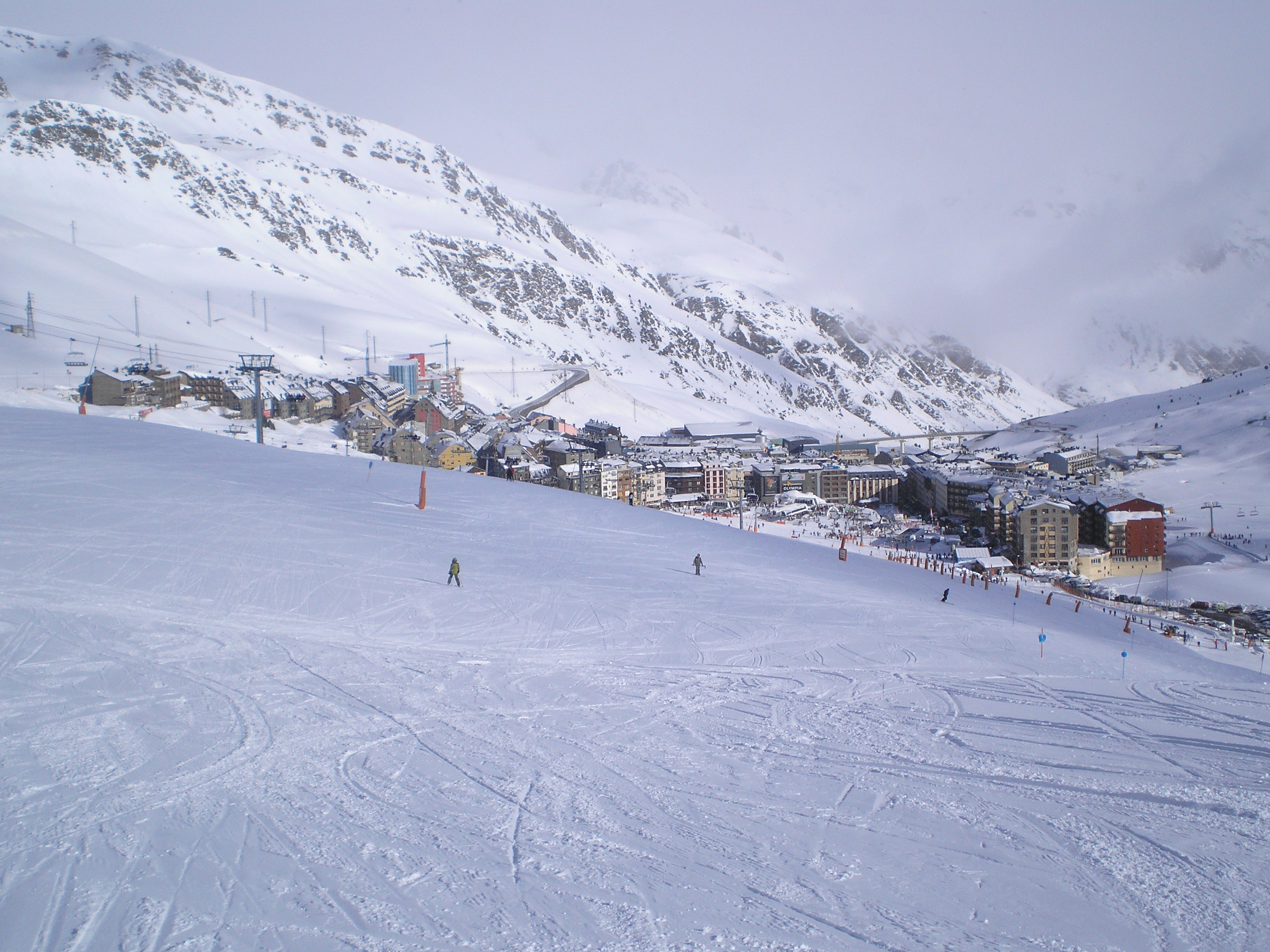
Estació d'esquí a Pas de la Casa

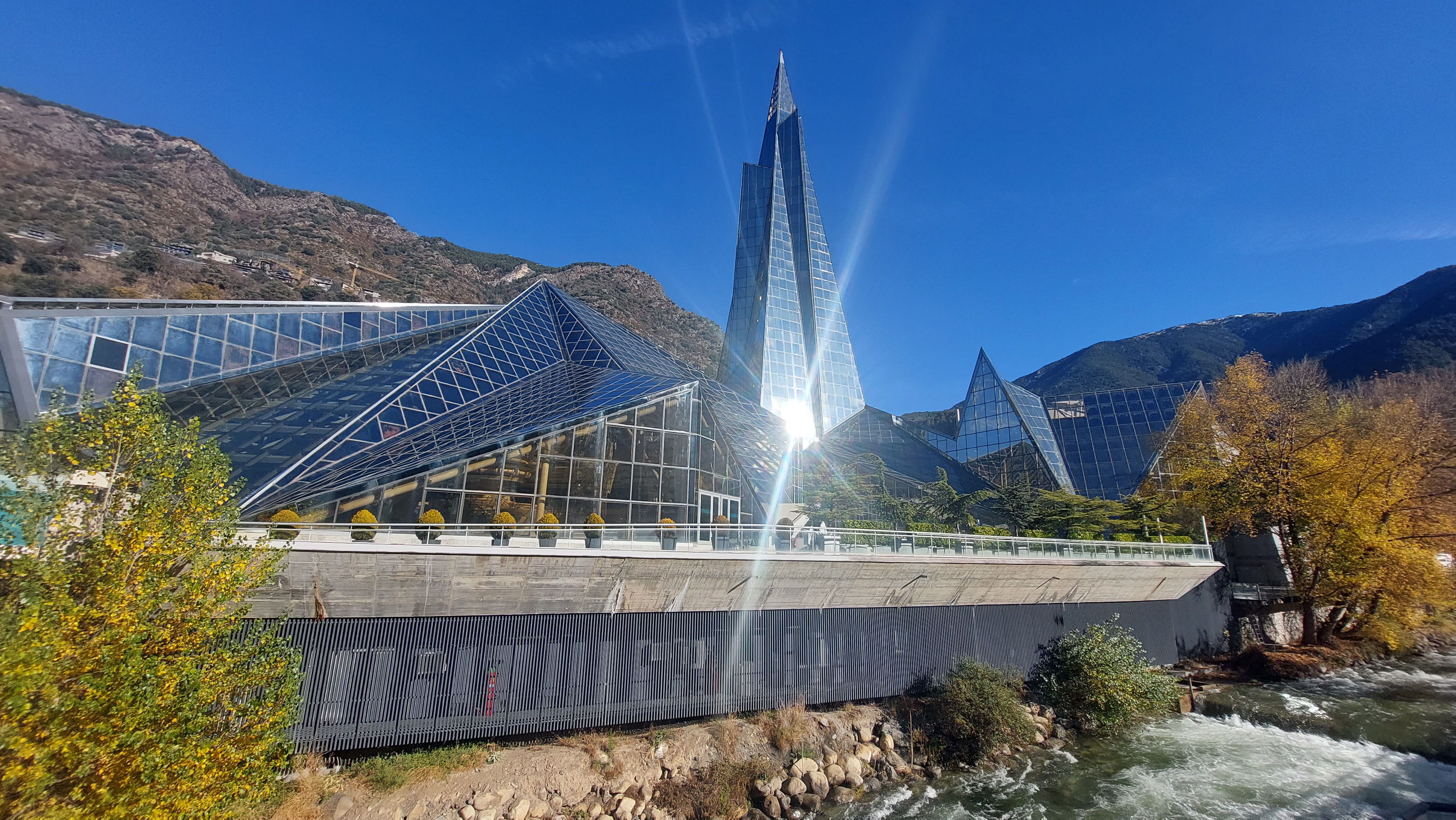
Centre termolúdic Caldea

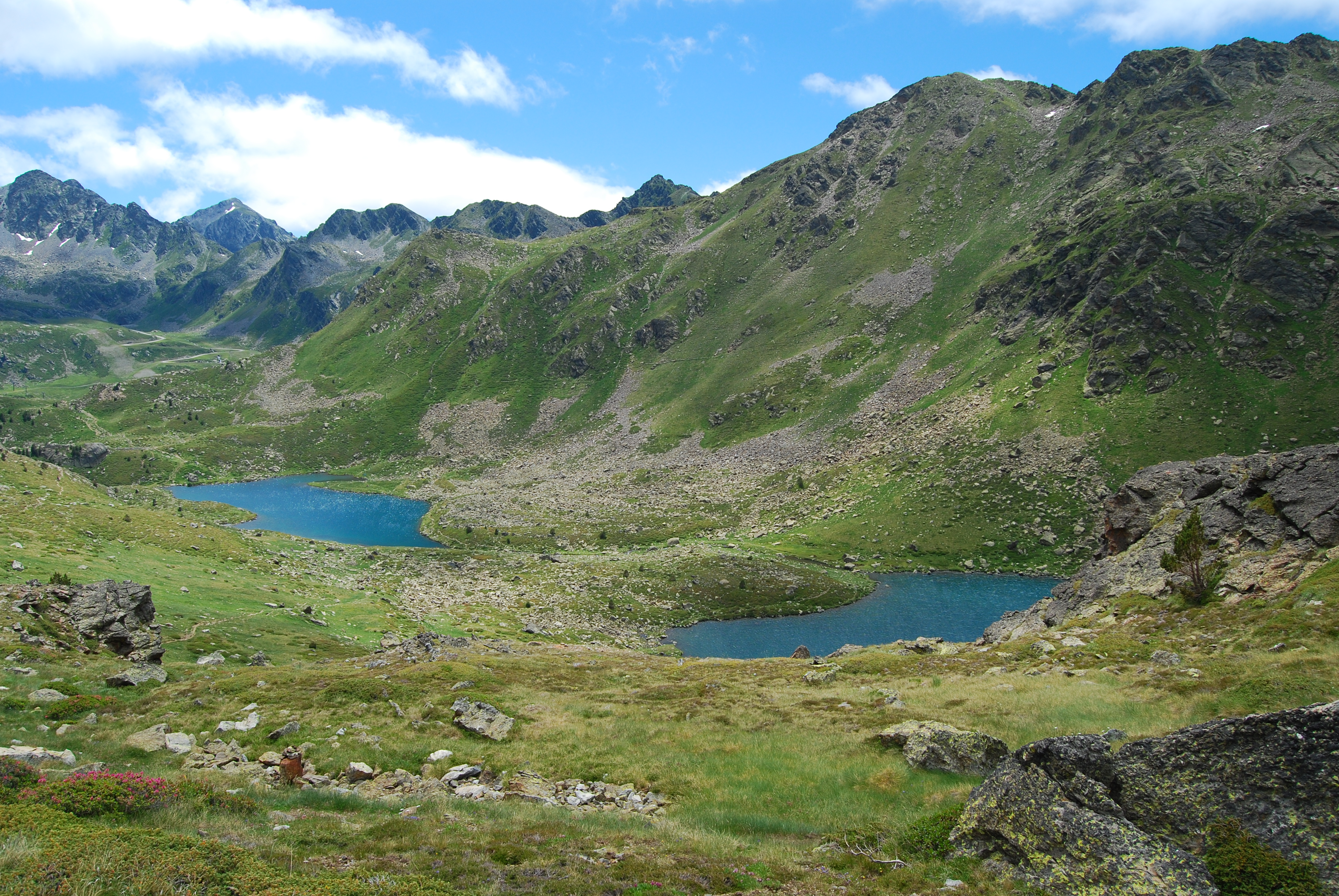
Coma de Tristaina

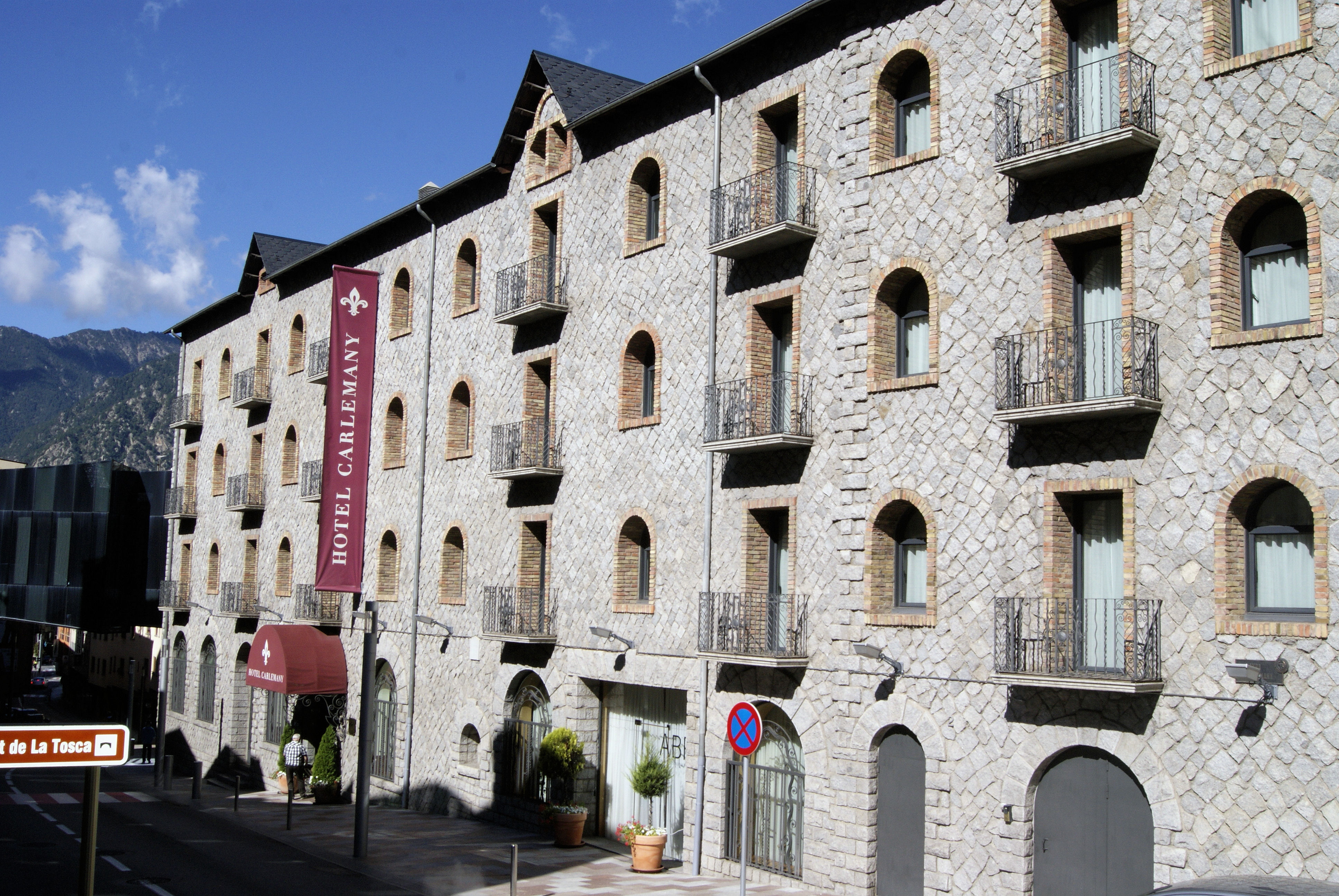
Hotel a Andorra

El turisme i el comerç a Andorra estan molt relacionats i junts constitueixen el pilar fonamental de la seva actual economia interna. Cada any Andorra rep 8 milions de visitants, dels quals un 3 milions pernocten almenys un dia al país. El principal motiu de la visita, si no es pernocta, són les compres, en canvi, si es fa nit, l'esport.
La procedència principal dels visitants és Espanya (més de 4,5 milions de visitants l'any dels quals uns 4 milions de les quatre províncies catalanes, encapçalades per la de Barcelona, sumades, a més, els visitants de les províncies de Saragossa i d'Osca) i de França, encapçalats pels provinents dels departaments d'Arieja, Aude, Alta Garona, Alts Pirineus i Pirineus Orientals. Els altres països: del Benelux, Portugal, Alemanya, Regne Unit, etc. no arriben al milió de visitants anuals cadascun d'ells.
El Principat d'Andorra es va adherir l'any 1996 a l'Organització Mundial del Turisme i el 1998 va signar un conveni de col·laboració amb l'OMT per establir al principat la Fundació Themis.

## Turisme d'hivern
Andorra compta amb diverses estacions d'esquí distribuïdes en general pel nord del territori, agrupades en: Grandvalira, Vallnord i Naturland amb 300 km de pistes i remuntadors mecànics capaços de transportar 156.000 persones per hora. El sector de la neu genera a Andorra 340 milions d'euros l'any (2011) i proporciona treball a 2.000 persones.

## Turisme d'estiu
A l'estiu les superfícies esquiables es reconverteixen per oferir als visitants altres activitats com són el golf, el kàrting, les escoles temàtiques, circuits de ciclisme d'alta muntanya, parcs familiars, campaments, vols en helicòpter, etc.

## Turisme al llarg de tot l'any
Hi ha centres spa com Caldea i Naturland, que és un ecoparc dels Pirineus, el Palau de Gel d'Andorra (a Canillo) amb diverses activitats des del patinatge sobre gel al kàrting sobre gel.

## Allotjaments turístics
El principat d'Andorra disposa de més de 250 allotjaments turístics, entre hotels, aparthotels, apartaments turístics, hostals i residències i pensions amb una disponibilitat de més de 34.000 llits. Conjuntament amb els establiments de restauració, el sector compta amb una oferta de gairebé 1.000 establiments.

## Altres aspectes turístics
- El comerç al detall andorrà compta amb 1.500 establiments.
- Amb motiu del desenvolupament del sector dels congressos internacionals s'ha construït un nou Centre de Congressos d'Andorra la Vella.